# Sebastián de Solís
Sebastián de Solís (Toledo; circa de 1550 - Jaén; 1630-1631), escultor, arquitecto de retablos e imaginero. Fue un artista de formación romanista, con influencia por un lado de Alonso Berruguete y por otro de Gaspar Becerra. Como imaginero, destacan los rasgos de sus tallas, con figuras de rostros cuadrados de prominente barbilla redondeada, manos grandes y expresivas que dejan salir unas mangas de plegado apretado y paralelo en el puño.

## Biografía
Sus padres Gonzalo Ortiz y María de Rojas eran de Fuente Obejuna (Córdoba). Se casó en Almagro (Ciudad Real) con Francisca de Villena. Llega a Jaén en 1578 y se instala cerca de la Iglesia de San Ildefonso, donde vivió a lo largo de su vida enfrente de dicha iglesia y también en la misma calle Hurtado, a pesar de haber alcanzado una situación económica bastante elevada, este hecho se demuestra con la existencia de diversos documentos relacionados con compras de casas y terrenos. Se cree que hacia el año 1603 su mujer se marchó a Madrid con sus hijos, lugar donde moriría en 1622 aproximadamente, también por ese mismo tiempo muere un hijo llamado Gaspar, después de estas desgracias familiares y como hombre religioso que era, entró como «clérigo de menores» alrededor de 1622. Pese a que en su testamento declara querer que lo entierren en San Ildefonso, no es allí donde fue enterrado, ya que se presume que debido a su edad -cerca de ochenta años- se marchó a Granada con su hermana Jerónima o alguna residencia de sacerdotes donde falleció entre 1630 y 1631. Su hijo y discípulo Juan de Solís fue también escultor.

## Carrera artística
La primera documentación de un trabajo se tiene en 1582, con ocasión del encargo del retablo mayor de San Bartolomé de Jaén, denominado entallador a partir de 1585 toma el título de escultor que ya utiliza en todos sus contratos a partir de entonces. Es nombrado en 1593 «Visitador y Veedor General de Obras»,  por el obispo de Jaén Francisco Sarmiento de Mendoza para todas las iglesias del obispado, este cargo fue instituido entonces por primera vez y su sueldo correría a cargo de las propias iglesias visitadas. Entre estas visitas se encuentra según el libro de fábrica de la iglesia parroquial de Huelma, la realizada en 1611, donde Solís solucionó el arreglo de la bóveda de la capilla mayor: «que corría mucho riesgo, así la dicha capilla como el retablo puesto». En 1628 fue nombrado Notario del Santo Oficio de la Inquisición del tribunal de Córdoba.

## Características de su obra
Los retablos en la provincia de Jaén en esa época (1580-1640) se encontraban entre el manierismo /protobarroco y el barroco propiamente declarado. La organización realizada por Solís en la arquitectura de sus retablos es en general de tipo piramidal, de dos pisos de tres calles con dos entrecalles y con remate del ático. En su ejecución, va desde la horizontalidad muy señalada del retablo de la iglesia de San Bartolomé (Jaén) a la importancia de la línea vertical de la usada en la arquitectura de los retablos de las iglesias de Cambil y de Villanueva de la Reina -desaparecido en la guerra civil de 1936- y en la última obra atribuida de la Capilla Dorada de la Catedral de Baeza (1618). Otras líneas empleadas por el escultor en los retablos son los pináculos y nichos lisos y dorados, que se hicieron más profundos con las obras más posteriores para dejar un mejor espacio donde colocar sus esculturas. Los relieves están, también por lo general, en las calles laterales enmarcados por columnas y frontones, y en las entrecalles sitúa las esculturas de bulto.

### Retablo de san Bartolomé

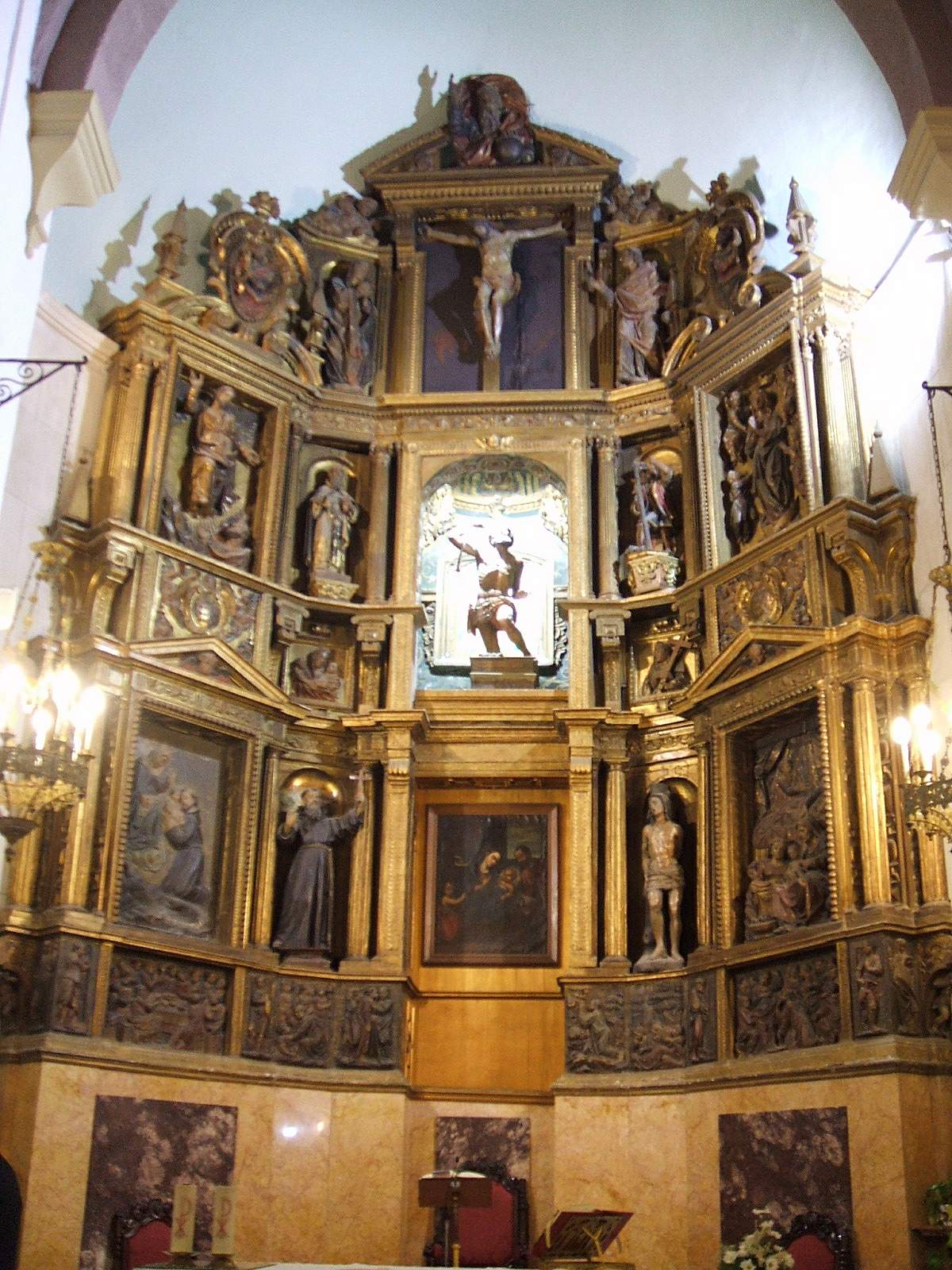
Retablo de la iglesia de san Bartolomé de Jaén.

Este retablo se encuentra casi íntegro como lo realizó Solís, su estructura se adapta a la cabecera poligonal de la capilla mayor, consta de banco y predela con relieves y unida a los muros laterales con ménsulas sostenidas por angelillos como atlantes, tiene dos pisos y el remate del ático. Los pisos presentan en el primero un orden dórico y en el segundo un corintio En el estilo de las columnas, con altorrelieves con frontones en su parte alta y nichos en la calle central para la colocación del sagrario en el primer piso y en el segundo la imagen de san Bartolomé -sustituida posteriormente-. El ático con la representación de Cristo crucificado, la Virgen y san Juan, se encuentra coronado por un frontón con un busto del Padre Eterno. Como en otros retablos la decoración consta de pináculos, escudos, bustos alegóricos de la Caridad y la Fe y jarrones con grutescos.

### Retablo de Cambil

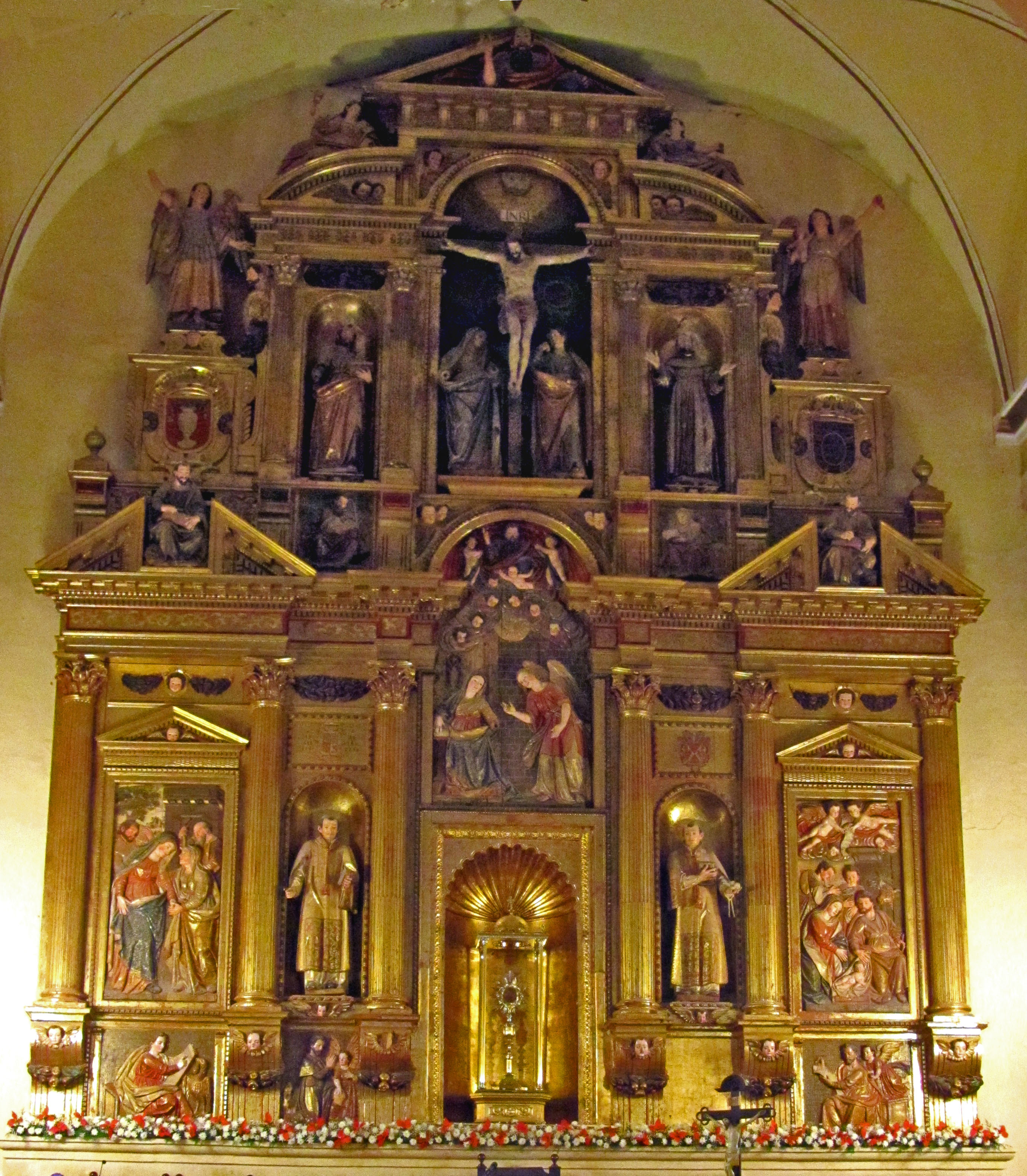
Retablo de la iglesia de la Encarnación de Cambil.

Este retablo piramidal, se adapta perfectamente a la cabecera plana de la iglesia de Cambil, en la que se encuentra colocado. Consta de un solo piso y el ático. El piso se organiza con columnas corintias en cuyos soportes inferiores están realizados con pedestales sobre ménsulas, entre los que se encuentran relieves de san Roque, san Juan y san Mateo. En las calles laterales se encuentran los relieves de la Visitación y la Natividad de Jesús coronados por pequeños frontones y nichos en las entrecalles donde están las esculturas de bulto, en la parte central dentro de un arco de medio punto hay un relieve de la Anunciación y debajo de él sería el sitio del sagrario -desaparecido-.El ático de tamaño que ocupa la calle central y las entrecalles, se encuentran en sus extremos unos escudos terminados en frontones rectos donde sobre ellos hay las tallas aladas de la Esperanza y la Caridad, la parte central está ocupada por un Calvario - Cristo crucificado, la Virgen y san Juan, en unos nichos en ambos lados las figuras de san Marcos y san Lucas. Remata el retablo el busto del Padre Eterno.

### Retablo de Villanueva de la Reina

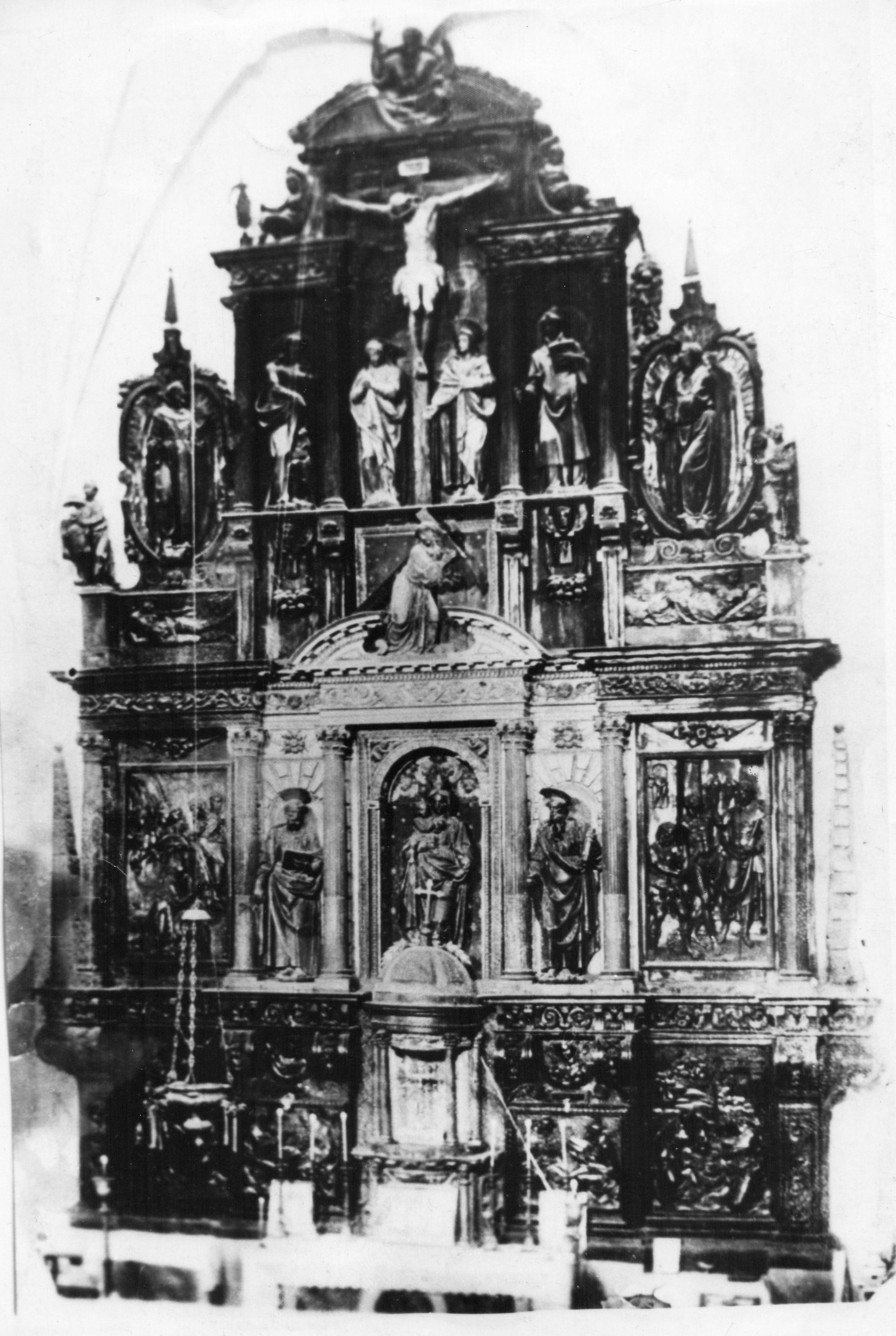
Retablo de Villanueva de la Reina, desaparecido en 1936.

Este retablo de Villanueva de la Reina, seguía casi la misma estructura que el de Cambil -seguía, ya que fue destruido totalmente en la guerra civil española- se puede decir que solo queda de él una fotografía y un comentario:

También se terminó el magnífico retablo, obra de la escuela de Berruguete, de 14 m. de altura por 7 de anchura. Es de maderas de pino y de nogal, en su color, y dorado en el centro. Está dedicado a la Virgen.
Diccionario Enciclopédico Ilustrado de Espasa Calpe. Tomo 63 pp. 1450-1451

Colocado como retablo mayor de la iglesia de la Natividad, ocupaba todo su cabecera y se podía observar en él la completa verticalidad de su estructura resaltando las tres calles de su ático con la elevación de su pedestal que contrastaba con la altura que tenía en los laterales, esta obra podría ser la que cerrara la serie empezada con el de San Bartolomé, en el de Villanueva se aprecia un protobarroco bastante claro de principios del siglo XVII, su denominación de «escuela de Berruguete» seguramente se debe al conocimiento que tenía Solís de la obra del escultor castellano, especialmente de La Transfiguración de la Sacra Capilla del Salvador de Úbeda.
En la parte central del primer piso se encontraba bajo un arco de medio punto una Virgen con Niño, con las figuras en las entrecalles de san Pedro y san Pablo y en las calles laterales los relieves de la Adoración de los Magos y los Pastores; junto a las columnas que forman estas calles y de la misma altura estaban unos grandes pináculos que partían de unas grandes ménsulas del banco inferior. En los extremos del ático los espacios estaban ocupados seguramente por las cuatro Virtudes y la parte central con la imagen del Calvario -Cristo crucificado, María y Juan- y sobre ellos un frontón partido donde aparece en el tímpano el busto del Padre Eterno bendiciendo.

### Otras obras
- Calvario, San Juan, Nuestra Señora de los Dolores y una Magdalena de la cofradía del Santo Sepulcro y Resurrección de Nuestro Señor Jesucristo de Jaén (Jaén)
- Niño Jesús, 1595 (Jaén)
- Calvario del retablo mayor de la Catedral de Jaén
- San Pedro del Retablo mayor de la Catedral de Jaén
- Cristo con Cruz a cuestas, 1598 Mancha Real, (Jaén)
- Retablo mayor de la iglesia de Santa María de Andujar (desaparecido)
- Crucificado del Retablo de Iglesia de San Andrés (Baeza) (Jaén).
- Crucificado titular de la cofradía del santísimo cristo de la expiración de Baeza (fundada en 1603): atribución.

|                                             |
| Detalle del Calvario del retablo de Cambil. |

|                                   |
| Misterio del Cristo del Calvario. |

|                                                                  |
| Calvario del Retablo de la Capilla Mayor de la Catedral de Jaén. |

|                                                                     |
| Capilla Dorada. Catedral de la Natividad de Nuestra Señora de Baeza |